# 天主教亞瓜教區
天主教亞瓜教區（拉丁語：Dioecesis Yaguana）是喀麥隆一個羅馬天主教教區，屬加魯阿總教區。
教區前身是一個宗座監牧區，成立於1968年3月11日，1973年1月29日升為教區。
教區位於極北區東部，2010年有教友96,847人（佔轄區總人口7.0%）、二十三個堂區、四十五名司鐸。現任教區主教為巴爾多祿茂·亞烏達。